# Дулівська сільська рада
| Дулівська сільська рада — колишній орган місцевого самоврядування у Тячівському районі Закарпатської області з адміністративним центром у с. Дулово. Сільській раді були підпорядковані населені пункти: - с. Дулово |

## Склад ради
Рада складалася з 18 депутатів та голови.

## Керівний склад сільської ради
| ПІБ                    | Основні відомості                                                 | Дата обрання | Дата звільнення |
| ---------------------- | ----------------------------------------------------------------- | ------------ | --------------- |
| Данч Янош Яношович     | Сільський голова, 1941 року народження, освіта                    | 26.03.2006   | 31.10.2010      |
| Майор Василь Антонович | Сільський голова, 1986 року народження, освіта вища, безпартійний | 31.10.2010   |                 |

Примітка: таблиця складена за даними джерела